# Крапивин, Михаил Матвеевич
Михаи́л Матве́евич Крапи́вин (род. 19 декабря 1936 года) — бригадир полеводческой бригады, полный кавалер ордена Трудовой Славы.

## Биография
Родился в 1936 году в селе Ершово (на территории современного Сузунского района Новосибирской области).
С 1954 года работал в совхозе «Шарчинский» Сузунского района, стал бригадиром полеводческой бригады. 
В 1956 году уехал в Новокузнецк, устроился работать в шахте им. Орджоникидзе, но вскоре вернулся.
В 1958 году вся семья переехала в деревню Холодное Сузунского района. В возрасте 22 лет устроился в хозяйство разнорабочим. Работал в химлесхозе (село Кубань Сузунского
района), три года – в Шарчинском совхозе. 
В 1962 году отправился учиться на курсы трактористов в селе Шарчино. После окончания курсов был принят трактористом в Сузунский откормочный совхоз Новосибирского треста «Скотопром» (село Холодное). С 1966 года – механизатор. 
В 1975 году М. М. Крапивин назначен бригадиром полеводческой бригады и проработал в этой должности до 1992 года, одновременно работая в кузне. 
С 1996 года на пенсии, живёт в селе Холодное Сузунского района.

## Награды
- орден Трудовой Славы III степени (14.2.1975), II степени (23.12.1976), I степени (29.5.1990) — за высокие результаты в социалистическом соревновании, за многолетний самоотверженный труд.